# Хількова Софія Вікторівна
Софія Вікторівна Хількова (рос. Софья Викторовна Хилькова; нар. 1 серпня 2001, Москва, СРСР) — російська акторка та телеведуча.

## Життєпис
Софія Хількова народилася 1 серпня 2001 року в Москві. Закінчила гімназію № 1558 імені Росалія де Кастро з поглибленим вивченням іноземних мов, вивчала іспанську та англійську мови. Її мати — лікар-педіатр, батько — бізнесмен. Дідусь за походженням кубинець. У Софії є молодший брати Олексій та Володимир.
У 2006 році почала займатися у дитячій театральній студії «Маленька місяць» при «Театрі Місяць» під керівництвом Сергія Проханова. 
Дебютувала у кіно в 2008 році, виконавши роль Зої у телесеріалі «Татусеві доньки».
З 2009 по 2011 рік Софія Хількова була ведуча дитячої телевізійної програми «Ми йдемо бавитись!» на телеканалі «Карусель». 
У 2018 році поступила в Театральний інститут імені Бориса Щукіна, керівник курсу Валентини Николаєнко.

## Театр
Театр «Місяця» під керівництвом Сергія Проханова
- Природний екстрим — Снігуронька у дитинстві;;
- Оскар і рожева пані — Янгол;
- Мері Поппінс next — Джейн;
- Ліроманія — Корделія у дитинстві;
- Ваня у сарафані — Мара лісова;

## Фільмографія
| Рік       |   | Українська назва            | Оригінальна назва            | Роль                                                      |
| --------- | - | --------------------------- | ---------------------------- | --------------------------------------------------------- |
| 2019      | с | Шифр                        | Шифр                         | Нінель, молодша сестра Владлени, сусідка Ірини та Олексія |
| 2019—2015 | с | Скліфосовський-7            | Склифосовский-7              | Вероніка                                                  |
| 2018      | ф | Все про колишню             | Всё о его бывшей             | Віка Матвєєва                                             |
| 2017      | с | Новий чоловік               | Новый муж                    | Іра                                                       |
| 2017      | с | Не разом                    | Не вместе                    | Віка, головна роль                                        |
| 2016      | ф | Закрий очі                  | Закрой глаза                 | Текле, головна роль                                       |
| 2015      | с | Батьківщина                 | Родина                       | Катя Брагіна                                              |
| 2015      | с | Опікун                      | Опекун                       | Аліса                                                     |
| 2015      | с | Порушення правил            | Нарушение правил             | Надя Павлова, головна роль                                |
| 2014—2015 | с | Скліфосовський-4            | Склифосовский-4              | Вероніка                                                  |
| 2014      | с | Вчителі                     | Учителя                      | Маша у дитинстві                                          |
| 2014      | с | Під каблуком                | Под каблуком                 | Аліса, старша донька Кості                                |
| 2014      | с | Лабіринти долі              | Лабиринты судьбы             | Світлана                                                  |
| 2014      | ф | Ялинки                      | Ёлки 1914                    | Ґлаша                                                     |
| 2013      | с | Сімейні обставини           | Семейные обстоятельства      | Поліна Любочкіна                                          |
| 2013      | с | Догори дриґом               | Вверх тормашками             | Поліна Каморкіна                                          |
| 2012      | с | Завжди говори «завжди»-9    | Всегда говори «всегда»-9     | Іра Баришева                                              |
| 2012      | с | Пристрасті за Чапаєм        | Страсти по Чапаю             | Таня Мальцева у дитинстві                                 |
| 2012      | с | Завжди говори «завжди»-8    | Всегда говори «всегда»-8     | Іра Баришева                                              |
| 2011      | с | Старовинний годинник        | Старинные часы               | Віка                                                      |
| 2011      | с | Завжди говори «завжди»-7    | Всегда говори «всегда»-7     | Іра Баришева                                              |
| 2011      | с | Група щастя                 | Группа счастья               | Ніка                                                      |
| 2011      | с | Службовий роман. Наш час    | Служебный роман. Наше время  | Катя Новосельцева, старша донька Анатолія Новосельцева    |
| 2010      | с | Спроба Віри                 | Попытка Веры                 | епізодична роль                                           |
| 2010      | с | На сонячному боці вулиці    | На солнечной стороне улицы   | Катя                                                      |
| 2009      | ф | Гарячі новини               | Горячие новости              | Соня, заручниця                                           |
| 2009      | ф | Гоголь. Найближчий          | Гоголь. Ближайший            | Машенька                                                  |
| 2009      | с | Глухар. Приходь, Новий рік! | Глухарь. Приходи, Новый год! | Віра                                                      |
| 2008      | с | Управа                      | Управа                       | Соня, немає в титрах                                      |
| 2008—2013 | с | Татусеві доньки             | Папины дочки                 | Зоя, товаришка Пуговки                                    |

## Премії, нагороди та відзнаки
- 2007 — Приз дитячого міжнародного конкурсу «Планета дитинства» у номінації «естрадний вокал, соло, молодша група».